# Twierdzenie o rozkładzie jedności
Twierdzenie o rozkładzie jedności – twierdzenie, używane jako pomocnicze w teorii dystrybucji, mówiące o istnieniu funkcji gładkich o specjalnych własnościach, związanych z przeliczalnymi pokryciami otwartych podzbiorów przestrzeni euklidesowych.

## Twierdzenie
Niech {\displaystyle (\Omega _{n})_{n\in \mathbb {N} }} będzie (co najwyżej) przeliczalnym pokryciem zbiorami otwartymi zbioru otwartego {\displaystyle \Omega \subseteq \mathbb {R} ^{N},} tzn.
{\displaystyle \Omega \subseteq \bigcup _{n=1}^{\infty }\Omega _{n}.}
Istnieją wówczas dla każdej liczby naturalnej {\displaystyle n} takie funkcje
{\displaystyle \omega _{n}\colon \Omega \to \mathbb {R} ,}
że:
- {\displaystyle \omega _{n}\in C^{\infty }(\Omega )}
- {\displaystyle {\mbox{supp }}\omega _{n}\subseteq \Omega _{n}}
- {\displaystyle \omega _{n}(x)\geqslant 0} oraz {\displaystyle \sum _{n=1}^{\infty }\omega _{n}(x)=1} dla każdego {\displaystyle x\in \Omega }
- każdy zbiór zwarty, zawarty w {\displaystyle \Omega ,} przecina niepusto tylko skończoną liczbę nośników funkcji {\displaystyle \omega _{n}.}